# Chailloué
Chailloué település Franciaországban, Orne megyében. Lakosainak száma 616 fő (2018. január 1.). Chailloué Le Château-d’Almenêches, Godisson, Macé, Marmouillé, Neuville-près-Sées és Sées községekkel határos.

## Népesség
A település népességének változása:
| Lakosok száma | 623  | 629  | 937  | 623  | 616  |
|               | 2013 | 2015 | 2016 | 2017 | 2018 |